# Xcel Energy
Xcel Energy — американская энергетическая компания, работающая в 8 штатах. Снабжает электроэнергией 3,8 млн клиентов и газом 2,1 млн клиентов. Компания образовалась в 2000 году в результате слияния Northern States Power Company и New Century Energies.

## История
Основной предшественник, Northern States Power Company (NSP, «Энергетическая компания северных штатов»), был основан в 1909 году; это была холдинговая компания, управлявшая электрическими компаниями в ряде штатов. В 1912 году была куплена компания Minneapolis General Electric of Minnesota, ставшая основной составляющей холдинга. В последующие годы NSP продолжила рост как за счёт поглощений, так и путём строительства новых электростанций; в 1947 году компания за день вырабатывала столько же электроэнергии, сколько в 1916 году за целый год. В 1966 году началось строительство первой АЭС Монтиселло. В 1973 году начала работу вторая АЭС Прейри-Айленд. В 2000 году произошло слияние NSP с New Century Energies, которая базировалась в Денвере (Колорадо) и возникла в 1995 году объединением Public Service of Colorado и Southwestern Public Service (Техас); в результате образовалась Xcel Energy, обслуживавшая 5 млн клиентов в 12 штатах. В 2001 году началось строительство линии электропередач, связавшей Колорадо с энергетической системой восточных штатов.
В ноябре 2022 года произошла авария на АЭС Монтиселло (утечка 1500 м³ воды, загрязнённой радиоактивными изотопами).

## Деятельность
Генерирующие мощности Xcel Energy по состоянию на 2022 год составляли 20,9 ГВт, из них ТЭС на угле — 23 %, ТЭС на газе — 24 %, АЭС — 13 %, ветряные электростанции — 33 %, другие возобновляемые источники — 7 %. Собственные мощности покрывают две трети потребления, остальное покупается. Компании принадлежит 2 атомные электростанции: АЭС Монтиселло и АЭС Прейри-Айленд. Сеть компании состоит из 182 тыс. км линий электропередач и 352 тыс. км электрораспределительных кабелей. Компания работает в штатах Колорадо, Мичиган, Миннесота, Висконсин, Нью-Мексико, Северная и Южная Дакота и Техас.
Электрораспределительные компании:
- NSP-Minnesota — Миннесота, Северная и Южная Дакота, 1,5 млн клиентов;
- NSP-Wisconsin — Висконсин и Мичиган, 300 тыс. клиентов;
- Public Service Company of Colorado (PSCo) — Колорадо, 1,6 млн клиентов;
- Southwestern Public Service Co. (SPS) — Техас и Нью-Мексико, 400 тыс. клиентов.

В списке крупнейших публичных компаний в мире Forbes Global 2000 за 2022 год Xcel Energy заняла 457-е место. В списке крупнейших компаний США по размеру выручки Fortune 500 заняла 278-е место.